# 필리스 에이버리

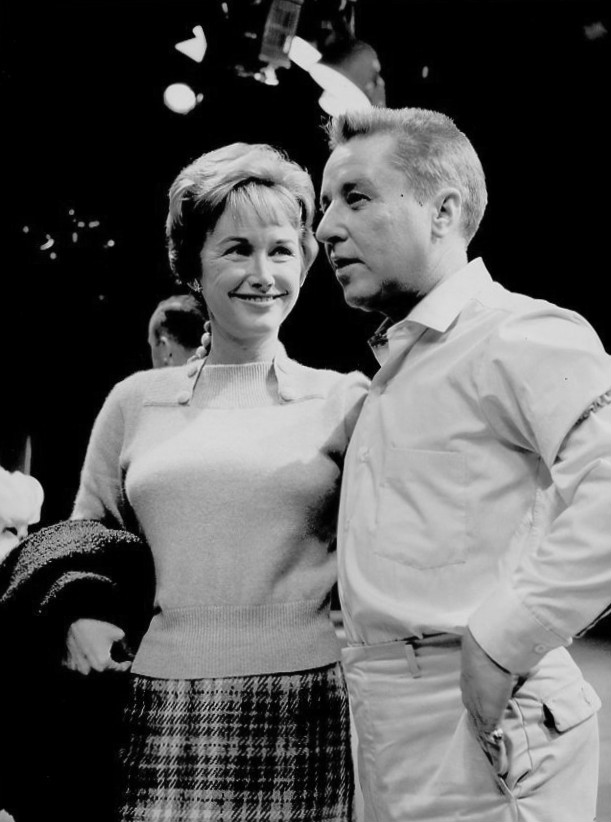

필리스 에이버리(Phyllis Avery, 1922년 11월 14일 ~ 2011년 5월 19일)는 미국의 연극 배우, 영화배우, 텔레비전 배우이다.
뉴욕에서 태어났으며 로스앤젤레스에서 사망하였다. 사인은 심부전이다.

## 영화
- 더 시크릿 라이프 오브 걸즈 (1999년)
- 메이드 인 아메리카 (1993년)
- 페리 메이슨 (1957년)
- 베스트 씽스 인 라이프 알 프리 (1956년)
- 비애 (1952년)